# Popillia psilopyga
Popillia psilopyga är en skalbaggsart som beskrevs av Ohaus 1897. Popillia psilopyga ingår i släktet Popillia och familjen Rutelidae. Inga underarter finns listade i Catalogue of Life.